# Plenica

## Zgodovina
Kdaj je človek začel povijati otroka v plenice, ni znano. Prve »pleničke« so bile iz živalskih kož, listov svilnice in drugih razpoložljivih materialov. Redki zapisi o takem načinu povijanja so se ohranili iz časov Egipčanov, Aztekov in Rimljanov.
Trdno povijanje celega otroka v plenico in trakove iz lanu, bombaža ali volne je v Evropi poznano že od antike dalje, še danes pa ga prakticirajo v Indiji (zagovorniki joge).
Inuiti so poleg prakticiranja »diaper free« (brez pleničk) otroke povijali v kože tjulnjev, v notranjost pa so položili šotni mah (precej smiselno – šotni mah vsebuje antibakterijske snovi, je izlolator, hkrati pa vpije 3–4-krat toliko vode kot bombaž. Inuitom je bil lahko dostopen material.) Podobno so počeli Inki, ki so v pleničko iz kože zajca položili posebno vrsto trave (sicer pa so prav tako kot Inuiti prakticirali »diaper free«).
.
Na toplejših področjih so bili otroci brez oblačil in pleničk.
Tudi naše babice pripovedujejo, da se še spomnijo povijanja celega otroka – z rokicami in nogicami ob telesu. Na kmetijah so vsi otroci, tako dečki kot deklice, kmalu za tem, ko so shodili, nosili krilca. Tako so lahko opravljali potrebo kjerkoli, mame pa niso imele dela s previjanjem in pranjem plenic v mrzlem potoku. Kupček otroškega blata se je očitno izgubil med kokošjimi, pasjimi in mačjimi »kupčki«. Nehigiena jih pač ni pretirano skrbela.
V elizabetinskem času je bilo zapovedano, da je treba otroku zamenjati pleničko vsakih nekaj dni.
V devetnajstem stoletju so otroke povijali v zložene velike kvadratne krpe iz lanu ali bombaža. Na mestu, kamor sodijo, so jih poskušali zadržati z varnostnimi zaponkami.
Izraz »diaper« (am. plenica) je v začetku pomenil kockasto tkano platno. Ker so plenice izdelovali iz platna, imenovanega »diaper«, so ta izraz začeli uporabljati tudi za plenice.
Prva množična proizvodnja pleničk se je začela v Ameriki leta 1887 (Maria Allen).
Zaradi vlažnosti, preredkega previjanja in slabe higiene je bil plenični izpuščaj prava nadloga, ki se je delno izboljšala, ko se je ljudem (kot posledica odkritij Luisa Pasteurja) začelo odkrivati znanje o bakterijah, virusih in glivicah. Pranje plenic v mrzlem potoku je zamenjalo prekuhavanje. 
Še vedno pa so mokre pleničke premočile tudi oblačila, posteljo, odejico, kar je materam nalagalo veliko dodatnega dela.
Pleničke so bile najpogosteje iz kvadratnega kosa blaga, ki se je na različne načine sestavil v pleničko. Večslojnost pomeni večjo vpojnost. Zlaganja pleničk so se nove mamice učile, tako kot dojenja, od novopečenih babic ali drugih žensk v družini (tet, sester…).
Med drugo svetovno vojno so v Ameriki začeli delovati »plenični servisi« (diaper services) – zaposlene mame so oddale umazane plenice, na dom pa so dobile oprane pleničke, pripravljene za ponovno uporabo.
Industrijska revolucija, emancipacija in enakopravnost žensk, delo na kmetiji in/ali delo v industriji… vse to je pri ženskah vzbujalo slabo voljo – začelo jim je primanjkovati časa za pranje in oskrbovanje plenic, poleg tega so domovi postali bolj čisti z več nove opreme, ki jo je bilo treba zaščititi pred umazanijo.
Kaj je bil prvi začetek pleničk za enkratno uporabo, je težko reči, saj so se razvijale postopoma, korak za korakom, na različnih koncih sveta (Evropa, Amerika). Prvi vpojni vložek za enkratno uporabo je najbrž nastal na Švedskem (1942, Paulistrom). Izdelan je bil iz nebeljene močno zgubane celuloze, saj je bil bombaž ljudem težko dostopen, ker so ga v velikih količinah uporabljali v vojne namene.
Leta 1947 je Marion Donovan patentirala svoj izum – prve za vodo nepropustne hlačke, ki jih je izdelala iz zavese za tuš kabino. Uporabljale so se v kombinaciji z navadno bombažno pleničko. Kmalu jim je dodala še pritiskače (namesto varnostnih zaponk, ki so bile neprijetne tako mamicam kot malčkom), pozneje pa se je domislila kombinacije s celulozo. V svoji zagnanosti je obiskala številna podjetja, ki so se ukvarjala s papirjem, a v pleničkah za enkratno uporabo ni nihče videl potenciala, zato je zamisel obležala kar lepo obdobje, dokler je ni Victor Mills dodelal in začela se je proizvonja prvih Pampers pleničk.
A kot že rečeno, Donovanova ni bila edina, ki se je ukvarjala s pleničkami. Leta 1947 je George M. Schroder (ZDA), raziskovalec tekstila, pristopil k podjetju Henry Frede & Co, kjer so izdelali prvo pleničko iz umetnih materialov. Istega leta je Valerie Hunter Gordon, angleška mama, izdelala dvodelne plenčike za enkratno uporabo, ki so olajšale potovanje otrok v letalu.
Pleničke za enkratno uporabo so še dolgo pomenile prestiž. Bile so drage in le redki so si jih lahko privoščili. Proizvodnja je cvetela, cene so se nižale, postale so bolj dostopne. Še vedno so si številni starši lahko privoščili pleničke za enkratno uporabo le za posebne priložnosti – izlete, obiske, obiske pri zdravniku. Vendar pa je proizvodnja cvetela. Proizvedli so vedno večje količine pleničk, kar je precej znižalo ceno. Bolj ko so bile dostopne, bolj so bile žene navdušene. Nove pleničke so pomenile bistveno manj dela.
Razvoj pleničk cveti še danes. »Zaveso tuš kabine« so nadomestili tanjši materiali, večplastnost celuloze je nadomestila mešanica celuloze z natrijevim poliakrilatom, ki vpije lastni teži 600-kratni volumen tekočine in daje »občutek suhosti«.
Zgodba je prelepa, da bi bila popolna, kakor se zdi.
Številne mame so precej dvomile o umetnih materialih, a kljub vsemu so si želele hitrejšega dela s pleničkami – čim manj pranja, likanja, zlaganja.
V zgodnjih devetdesetih letih se je na račun okoljskega osveščanja povečalo zavedanje o onesnaževanju narave z odpadki, podnebnih spremembah, onesnaženosti vode… zato se je začela velika vrnitev pralnih pleničk. Prve krojene pralne pleničke naj bi izdelali v podjetju Motherease, ki so začeli prodajati praktične pleničke najprej po Kanadi, potem pa še po celotni Ameriki. Ker propaganda za ponovno pranje pleničk in osveščanje o onesnaženosti v Kanadi traja precej dlje kot po drugih državah, so na tem področju močno napredovali. Izračunali so, da  predstavljajo pleničke za enkratno uporabo 2 % trdnih odpadkov. Številne družine uporabljajo pralne pleničke, za nakup pa prejmejo tudi subvencije. S subvencijami pomagajo k nakupu pralnih pleničk tudi v drugih državah: Avstriji, Francij, Angliji … Subvencioniranje je različno – na državni, regijski ali občinski ravni. V Angliji odvržejo 8 milijonov plenic dnevno, zato poleg subvencije ponujajo tudi pralne servise za dodatno udobje, ker mamice nimajo časa. V Italiji dobijo starši ob rojstvu bon za nakup pralnih plenic, občine pa tudi dejavno spodbujajo uporabo le-teh. … in še bi lahko naštevali.

## Stroški
Če primerjamo stroške v dveh letih in pol, kolikor je povprečna starost, pri kateri otroci začnejo hoditi na kahlico, je razlika precejšnja. Sprotno nakupovanje plenic za enkratno uporabo pomeni skoraj štirikrat večji strošek od nakupa pralnih pleničk (odvisno od blagovne znamke enih in drugih pleničk).

## V Sloveniji
V Sloveniji so začeli izključno uporabljati plenice za enkratno uporabo konec osemdesetih let. V tujini izvajajo dolgotrajne študije o plenicah na področju varovanja okolja ter zdravja otrok, na Slovenskem pa še ni izvedena nobena raziskava na tem področju. 
Leta 2001 sta dve slovenski podjetji začeli izdelovati krojene pralne pleničke (Racman in Štorklja). Ozaveščenost prebivalstva se le počasi povečuje, saj ni nikakršnih državnih ali regijskih programov za spodbujanje uporabe pralnih pleničk, kaj šele subvencij. V zadnjem letu se je močno povečala ponudba tujih proizvajalcev pralnih plenic, vendar je največji delež prodanih pleničk, proizvedenih doma. 
Tako kot se je za pleničke za enkratno uporabo poslovenil izraz »pamperske«, se je za pralne pleničke pogovorno začel uporabljati izraz »racmanke«.
Danes večina mamic za svoje dojenčke uporablja pleničke za enkratno uporabo. En otrok tako v času, ko se privadi na kahlico, porabi 5000 do 6000 pleničk, za kar podrejo 4,5 drevesa (celulozno polnilo), za umetne materiale pa porabijo ogromne količine nafte, vode in energije. En otrok tako »proizvede« 1,5–2 toni odpadkov. Ker so pleničke v veliki meri iz umetnih materialov, je čas razpadanja glede na dobo človeškega življenja izredno dolg – 500 let, nekateri materiali pa se nikoli dokončno ne razgradijo.
Narave pa izdelava pleničk za enkratno uporabo ne obremenjuje le s smetmi, temveč tudi z ostalim: številnimi kemičnimi snovmi, ki nastajajo med izdelavo pleničk, in tistimi, ki jih dodajajo: za večjo vpojnost, proti glivicam, losijone in kreme, za kazalnik, koliko tekočine je v plenički (ker na otip deluje suha), barve… Poleg tega pa večina staršev blato zavije v pleničko, (namesto da bi ga vrgli v stranišče). Tako pristane na deponijah, kjer razgradnja človeškega blata ni zadostna (kot npr. v greznicah) in lahko pride do onesnaženja podtalnice, okužbe pa lahko raznosijo tudi žuželke.
Tudi pralne pleničke bistveno bolj onesnažujejo okolje, kot so ga, dokler so matere prale na potokih, saj za pranje uporabljamo pralni prašek, vodo in električno energijo. Bombaž, ki je pridelan na konvencionalen način, velja za drugo najmočneje škropljeno rastlino na svetu. Za enega otroka je potrebnih 15–20 pralnih plenic (če imajo nastavljivo velikost, sicer več). Onesnaženje pa lahko uporabniki močno zmanjšajo s pranjem na nižji temperaturi, sušenjem na vrvi, izbiro pleničk iz sonaravno pridelanega bombaža ali bambusa, izbiro bolj okolju prijaznih sredstev za pranje.
Dilemam o tem, katere pleničke so boljše, udobnejše, bolj zdrave, enostavnjše… ni konca. Izvedene so bile že številne raziskave. Medtem, ko je raziskava Tehniške univerze v Gradcu leta 1997 pokazala, da pleničke za enkratno uporabo obremenijo naravo 2,5-krat bolj kot pralne pleničke, rezultati raziskave, izvedene leta 2008 v Veliki Britaniji, dokazujejo, da razlike med pleničkami za enkratno uporabo in pralnimi pleničkami sploh ni! (Dejstvo pa je, da so bile v to raziskavo vključene le pleničke iz konvencionalno pridelanega bombaža in so domnevali, da se uporablja predpisana količina pralnega praška, mehčalec, posebno sredstvo za izplakovanje plenic (ki v Sloveniji sploh ni na voljo), da se sušijo v sušilnem stroju…)

## Težave…
Leta 1959 je bil v reviji Journal of Paediatrics objavljen članek, v katerem so navajali, da se plenični izpuščaj pojavlja pri 7,1 % otrok (Tanino, 1959). Podobna študija je bila izvedena tudi leta 1980, ko so plenični izpuščaj, vsaj enkrat v obdobju 8 tednov, zasledili pri 63 % otrok. Oboje velja za področje Kanade, kjer so bile leta 1980 pleničke za enkratno uporabo že v večinski uporabi. 
V Sloveniji pa ocenjujejo, da se je pojavnost pleničnega izpuščaja z uporabo pleničk za enkratno uporabo celo zmanjšala, vendar ne obstaja nobena podobna raziskava.
Razlogi za povečano/zmanjšano pojavnost pleničnega izpuščaja lahko najdemo v oskrbi (pogostost previjanja, kakovost pranja), sestavi pleničk za enkratno uporabo, pralnih praških ipd. Danes pa je dokazano, da plenični izpuščaj povzroča tudi natrijev poliakrilat, ki ga dodajajo v polnilo plenic za enkratno uporabo, da bi z njim dosegli čimvečjo vpojnost. Natrijev poliakrilat je prah, ki v stiku s tekočino želira in zadrži lastni teži 300-kratno količino vode. Je tisti »trik«, zaradi katerega je »otrokova ritka vedno suha«. Načeloma ne velja za strupeno snov, vendar pa lahko povzroči tudi smrt dojenčka, če bi ga zaužil že 5 g (otrok v hipu dehidrira). 
Natrijev poliakrilat lahko izzove alergične reakcije že, če ga vdihujemo.
Zaradi vezave vlage izsušuje kožo na ritki. Kristalčki lahko zaidejo v urinarni trakt, kjer lahko povzročijo hujšo okužbo sečil. 
FDA ga je prepovedal uporabljati v tamponih, ker je eden izmed možnih povzročiteljev toksičnega šoka.
Leta 1987 je bil v Sunday Democrat and Chronicle objavljen članek o takrat novih pleničkah Pampers Ultra, v katerih naj bi bil gel, ki je povzročal draženje kože, krvavitve podpleničnega predela, vročino in bruhanje pri dojenčkih. Zaposleni v podjetju Pampers pa naj bi imeli težave s kronično utrujenostjo, težavami s spolnimi organi, upočasnjenim celjenjem ran in izgubo teže. ( http://www.healthydiapers.com/hs.html Arhivirano 2009-03-11 na Wayback Machine.)
Plenice razkužijo in dosežejo belo barvo s pomočjo klora. Pri postopkih dela s klorom ostane v pleničkah stranski produkt dioksin. Dioksin je izredno strupena rakotvorna snov, ki nima minimalnih dovoljenih količin. Najdemo ga tako v pleničkah za enkratno uporabo kot pralnih pleničkah, kadar so le-te iz konvencionalno pridelanega in obdelanega bombaža, vendar je v slednjih štirikrat manjša količina kot v plenicah za enkratno uporabo. V nebeljenih in sonaravno pridelanih materialih dioksina kot stranskega produkta beljejna ne najdemo.
Maja 2000 je Greenpeace objavil raziskavo (http://archive.greenpeace.org/pressreleases/toxics/2000may152.html Arhivirano 2009-09-07 na Wayback Machine.), v kateri so potrdili vsebnost strupenega pesticida TBT v pleničkah: podjetja Procter & Gamble »Pampers Baby Dry Mini« in »Baby Dry«, v pleničkah podjetja Paul Hartmann »Fixies Ultra Dry« ter v LedysanSpa's »United Colours of Benetton Junior unisex«. TBT je pesticid, ki ga sicer uporabljajo za škropljenje polj, kjer je njegova uporaba močno omejena, saj je hud hormonski motilec imunskega sistema. Greenpeace je zaheval prepoved dodajanja TBT, vendar podatkov o tem, ali se je to dejansko končalo, ni zaslediti.
Nove plenice za enkratno uporabo so pogosto odišavljene ali prepojene z losijoni. V teh umetnih dišavah pa so prisotni ftalati. »Raziskave različnih raziskovalcev potrjujejo njihov škodljiv vpliv na moške reproduktivne organe (ftalati so hormonski motilci).  Povzročajo vrsto prirojenih napak pri dečkih in dosmrtno motnjo delovanja reproduktivnih organov (prizadenejo moški reproduktivni sistem): od nizkega števila spermijev do resnih okvar spolovil, ki lahko vodijo tudi v razvoj raka.
Izpostavljenost ftalatom dokazano moti delovanje številnih hormonov od reproduktivnih – testosterona, luteinizirajočega hormona, folikle stimulirajočega hormona – pa do ščitničnih. Našteto potrjuje dejstvo, da so hormonski motilci, njihov škodljiv vpliv pa se razširi na ščitnico in imunski sistem. S sistemskim kumulativnim zastrupljanjem poškodujejo še možgane in živčni sistem, povzročajo pa tudi pojav alergij.
Najbolj ranljive skupine za učinke ftalatov so nosečnice in dojenčki moškega spola. Škodljiv vpliv na ti rizični skupini so potrdile številne raziskave (Adibi, 2008; Sathyanarayana, 2008…). Ftalati naj bi se na plod prenašali tudi prek posteljice, na dojenčka pa z materinim mlekom. Še več ga lahko dobijo prek plastičnih stekleničk, s katerimi jih hranimo, s kozmetiko za malčke in z igračami slabše kakovosti.«(Vir: http://www.zazdravje.net/aktualno.asp?novica=239 Arhivirano 2016-03-04 na Wayback Machine.)
Ena izmed medijsko najbolj razvpitih slabosti plenic za enkratno uporabo pa je tudi pregrevanje podpleničnega predela, ki lahko privede do delne ali popolne okvare ohlajevalnega mehanizma mod, ki je ključnega pomena za normalno spermatogenezo (tvorbo spermijev).  Da je temperatura v plenicah za enkratno uporabo višja od temperature podpleničnega predela v bombažnih pleničkah, dokazuje raziskava iz leta 2000, katere izsledki so bili objavljeni v Archives of Disease in Childhood 2000. Raziskovalci (Partsch, Aukamp, Sippell) so se lotili raziskovanja zaradi vse številčnejših poročil o močnem povečanju težav z reproduktivnostjo v zadnjih dveh desetletjih, povečanem številu raka na modih, precej zmanjšanem številu spermijev v semenski tekočini… Obstajajo številni razlogi za omenjene težave (povečano število hormonov v okolju (zaradi škropiv (fertilizatorji na osnovi hormonov), tudi zaradi kontracepcije), sprememba načina življenja, oprijeta oblačila, savnanje…), a tudi uporaba plenic za enkratno uporabo ni zanemarljiva, saj so raziskovalci dokazali, da je temperatura mod, če je fantek povit v slednje plenice za 1,6 °C višja, kot če je povit v bombažne. Poleg tega je tudi za 0,8 °C višja, kot je normalna temperatura mod odraslega moškega (podatek, koliko je normalna T dojenčka, ni znan).